# ワープ (ゲーム会社)
株式会社ワープ（英: Warp Inc.）は、かつて存在した日本のゲームソフト開発会社。ゲームクリエイターの飯野賢治によって設立された。『Dの食卓』や『エネミー・ゼロ』などのインタラクティブシネマや、映像を排除した音だけのゲーム『リアルサウンド 〜風のリグレット〜』の開発などで知られ、のちに「ICO」、「ワンダと巨像」などを世に送り出す上田文人が在籍していたことでも知られる。

## 概要
1989年に飯野賢治が友人らと共に有限会社EIMを設立し、主にファミコンソフトの開発を請け負っていた。EIMの活動は順調だったが、制作するゲームが続編・移植・キャラクターゲームが多くなり、飯野は自身のゲーム制作に疑問を持ち始めEIMを解散した。
飯野はEIMではできなかったオリジナルゲームを制作するため、1994年に株式会社ワープを渋谷区恵比寿に設立し、3DO向けゲームの開発を開始した。作風はインディーゲームに近く、飯野は小規模チームで開発するワープのスタイルを「会社はバンドだ」と称していた。
1996年3月27日から28日まで開催された「プレイステーション・エキスポ '96」（東京国際見本市会場）において、ワープは新作の『エネミー・ゼロ』を出展した。イベントを主催するソニー・コンピュータエンタテインメントに次ぐ広さの大規模なブースを構え、PlayStation実機上で動作するデモ版『エネミー・ゼロ』の試遊台を複数用意した。イベント初日、ワープブースにて行われた製作発表会で、「エネミー・ゼロはPlayStationでの発売を無期延期し、供給先をセガ・エンタープライゼスの『セガサターン』に変更する」と壇上の飯野から発表された（飯野賢治#エネミー・ゼロ事件を参照）。事実上、競合するプラットフォームへの電撃移籍となったが、発表後もワープはそのイベントからは撤退しなかったため、イベント来場者がPlayStationでは発売されることのないタイトルを、PlayStation上で試遊するという前代未聞の出来事となった。
1997年にオフィスを港区北青山に移転。オフィスは4階にあったが、オフィスビルの建物の内部に竹藪やししおどしが施された日本庭園を擁しており訪問者を驚かせた。
1998年、ワープの会社案内を書籍化し一般書店で販売した。ワープ社員21名をカメラマンの安珠が撮影し、彼らの仕事内容、入社するまでの生い立ち、会社への想いなどをインタビュー形式で一冊にまとめた内容であった。
2000年、社名を株式会社スーパーワープに改名し、コンシューマーゲーム業界から撤退。主業務をネットワークサービスに変更した。その翌年、株式会社フロムイエロートゥオレンジへ改名した。

## 社名とロゴ
社名の「ワープ」には、自分たちのゲームをプレイする人たちに直接届けたいという想いが込められている。
ロゴは4コマ漫画のようにテレビに映された画面の流れを模している。
- W - テレビ放送が終了し、カラーバーが表示された。
- A - カラーバーが消え、砂嵐が表示された。
- R - テレビゲームを始めた。
- P. - 退屈でテレビの電源を切った。

ロゴは当初、楳図かずおに依頼していたが叶わず、飯野と社員デザイナーによって作成された。

## ゲーム作品

### オリジナル版
| 発売年 | 発売日   | タイトル                          | 発売元   | プラットフォーム | 備考 |
| ------ | -------- | --------------------------------- | -------- | ---------------- | --- |
| 1994年 | 8月06日  | 宇宙生物フロポン君                | 三栄書房 | 3DO              | 対戦型落ち物パズル。フィールド上部から3個1組L字型で落ちてくるタマゴを積み上げていき、同種のタマゴを上下左右に4つ以上並べて消していく。正方形に並べると「ビッグフロポン君」に変化し、様々な効果を得ることができる。                           |
| 1994年 | 12月16日 | 突撃機関!メガダす!!               | ワープ   | 3DO              | 対戦アクションゲーム。個性豊かなロボット4体から一つ選び、射撃で相手の体力を全て奪うか、体当たりで場外に押し出すと勝利となる。 |
| 1995年 | 4月01日  | Dの食卓                           | 三栄書房 | 3DO              | アドベンチャーゲーム。ロサンゼルスの病院長の娘ローラが、大量殺人を犯した父の精神世界である古城を散策し謎を突き止める。「マルチメディアグランプリ'95 通産大臣賞」を受賞し、全世界で100万本のセールスを記録した。                              |
| 1995年 | 7月14日  | おやじハンターマージャン          | ワープ   | 3DO              | 2人打ち麻雀ゲーム。プレイヤーは「おやじハンター」となり「変態おやじ」と麻雀で勝負して少女たちを守る。ステージの合間に挿入されるアニメーションをアニメ監督の板野一郎が監修した。製品には宍戸留美が歌う主題歌の8センチCDが封入されていた。     |
| 1995年 | 9月14日  | フロポンワールド（仮称）          | ワープ   | 3DO              | 前述のフロポン君を題材にしたゲーム集。シューティングゲームの「スペースフロポン」、パズルゲームの「宇宙生物フロポンくん2」「宇宙生物フロポンくん3/2」「なぞポンくん」の4つのゲームが収録されている。                                          |
| 1996年 | 1月01日  | Dの食卓 ディレクターズカット      | ワープ   | 3DO              | オリジナルの『Dの食卓』には収録されなかったシーンなどが盛り込まれたディレクターズ・カット版。本編の他にサウンドノベルも追加された。 |
| 1996年 | 1月15日  | ショートワープ                    | ワープ   | 3DO              | ミニゲーム集。限定1万本で、手書きのシリアルナンバーが表面に記されていた。製品にはエイズ予防の為のコンドームが同梱されており、売上金の一部が日本エイズストップ基金に寄付された。                                                              |
| 1996年 | 12月13日 | エネミー・ゼロ                    | ワープ   | セガサターン     | サバイバルホラーゲーム。宇宙船の事故によりコールドスリープから目覚めた主人公ローラが、姿が見えないモンスターである「エネミー」が徘徊する船内の探索に臨む。                                                                                   |
| 1997年 | 7月18日  | リアルサウンド 〜風のリグレット〜 | ワープ   | セガサターン     | インタラクティブサウンドドラマ。本作は映像が一切存在せず、音だけでプレイするマルチエンディング形式のアドベンチャーゲーム。主人公が子供の時の思い出を巡る一夏の恋物語を描いたドラマ。初回限定版には作中に登場するハーブの種が封入されていた。 |
| 1999年 | 12月23日 | Dの食卓2                          | ワープ   | ドリームキャスト | サバイバルホラーゲーム。旅客機の墜落事故から奇跡的に生還した主人公ローラが、襲い掛かるモンスターと戦い、カナダの雪原からの脱出を試みる。前作「Dの食卓」のストーリーと直接的な繋がりはない。                                                  |

### 移植版
| 発売年 | 発売日   | タイトル                                                    | 発売元     | プラットフォーム | 備考                                               |
| ------ | -------- | ----------------------------------------------------------- | ---------- | ---------------- | -------------------------------------------------- |
| 1995年 | 3月31日  | 宇宙生物フロポン君P!                                        | アスミック | PlayStation      |                                                    |
| 1995年 | 不明     | にせフロポン君P ファミ通のっとりバージョン                  | アスミック | PlayStation      | 非売品・抽選品                                     |
| 1995年 | 7月28日  | Dの食卓                                                     | アクレイム | セガサターン     |                                                    |
| 1995年 | 12月01日 | Dの食卓 コンプリートグラフィックス                          | アクレイム | PlayStation      |                                                    |
| 1997年 | 6月02日  | Dの食卓（サタコレ）                                         | アクレイム | セガサターン     | 廉価版                                             |
| 1997年 | 12月01日 | エネミー・ゼロ（サタコレ）                                  | ワープ     | セガサターン     | 廉価版                                             |
| 1998年 | 7月09日  | Dの食卓 コンプリートグラフィックス （PlayStation the Best） | アクレイム | PlayStation      | 廉価版                                             |
| 1998年 | 11月28日 | エネミー・ゼロ                                              | セガ       | Windows          |                                                    |
| 1999年 | 3月11日  | リアルサウンド 〜風のリグレット〜                           | ワープ     | ドリームキャスト | 振動機能やタイトル画面などのビジュアルが追加された |

### ローカライズ版
| 発売日                      | タイトル   | オリジナル          | 発売元                  | プラットフォーム                     | 備考                                |
| --------------------------- | ---------- | ------------------- | ----------------------- | ------------------------------------ | ----------------------------------- |
| 1995年7月15日 1995年        | Trip'd     | 宇宙生物フロポン君2 | Panasonic               | 3DO                                  |                                     |
| 1995年10月15日 1995年       | D          | Dの食卓             | Panasonic               | 3DO                                  |                                     |
| 1996年3月5日 1996年3月8日   | D          | Dの食卓             | Acclaim Entertainment   | PlayStation セガサターン PC/AT互換機 |                                     |
| INT 1996年3月31日           | D:The Game | Dの食卓             | Throwback Entertainment | Windows Linux                        | PC/AT互換機版の移植 GOG.comにて配信 |
| 1997年12月1日 1997年12月5日 | Enemy Zero | エネミーゼロ        | SEGA                    | セガサターン                         |                                     |
| 1998年12月5日 1998年9月18日 | Enemy Zero | エネミーゼロ        | SEGA                    | Windows                              |                                     |
| 2000年8月22日               | D2         | Dの食卓2            | SEGA                    | ドリームキャスト                     |                                     |
| INT 2016年10月28日          | D:The Game | Dの食卓             | Nightdive Studios       | Windows MacOS Linux                  | PC/AT互換機版の移植 Steamにて配信   |

### 未発売作品
| タイトル                           | プラットフォーム | 備考                                                                      |
| ---------------------------------- | ---------------- | ------------------------------------------------------------------------- |
| 横町4丁目おばけ屋敷                | 3DO              | お化け屋敷経営シミュレーションゲーム                                      |
| Dの食卓2（M2版）                   | 3DO M2           | Dの食卓の正統な続編。M2のハードウェア自体が頓挫したために開発が中止された |
| リアルサウンド2 〜霧のオルゴール〜 | セガサターン     | ホラーをテーマにした音だけのゲーム                                        |
| リアルサウンド3 〜スパイランチ〜   | セガサターン     | コメディをテーマにした音だけのゲーム                                      |
| Mの魔（仮）                        | ドリームキャスト | ワープ社内では「D3」とも呼ばれていた                                      |
| Smilic                             | 未定             |                                                                           |
| 300万本売れるRPG（仮）             | 未定             | 坂元裕二脚本の中世ファンタジーを舞台にしたRPG                             |

## バーチャル俳優・タレント
ワープの作品には『Dの食卓』の主人公ローラがバーチャル俳優として、複数のゲーム作品の主人公として登場している。現実の俳優と同じように異なる設定の役に扮して演じていると捉えたもので、映画などにおけるスターシステムに近い。役名のファーストネームはローラで統一されており、そのことから「ローラ三部作」と呼ばれる場合もある。
| 登場作品       | 役名             | 設定                   | 声優     |
| -------------- | ---------------- | ---------------------- | -------- |
| Dの食卓        | ローラ・ハリス   | 病院長の娘             | 中友子   |
| エネミー・ゼロ | ローラ・ルイス   | 宇宙船のクルー         | 駒塚由衣 |
| Dの食卓2       | ローラ・パートン | 飛行機墜落事故の生存者 | 駒塚由衣 |

また『エネミー・ゼロ』主人公のローラ・ルイスはバーチャルタレントとして、1997年放送の情報番組『デジタル・チャット』（フジテレビ）においてナビゲーターを務めた。CGキャラであるローラは日立製作所の「サイバー文楽」システムで制御された。役者の表情を赤外線センサでキャプチャーしてローラの表情を変化させ、人形師が人形コントローラを用いて彼女の体を動かし、それぞれリアルタイムで入力を行った。